# 德氏盔魚
德氏盔魚，為輻鰭魚綱鱸形目隆頭魚亞目隆頭魚科的其中一種，分布於東太平洋的復活節島海域，棲息深度1-60公尺，體長可達27公分，棲息在沙石混合海域，屬肉食性，以腹足類、片腳類等為食，生活習性不明。

## 擴展閱讀
維基物種上的相關：德氏盔魚